# Monument national Misty Fiords
Le monument national des Misty Fiords (anglais : Misty Fiords National Monument) est un Monument national des États-Unis d'Amérique situé à l'extrémité sud de l'Alaska dans la forêt nationale de Tongass, à l'est de la ville de Ketchikan. Ce monument proclamé en 1978 a une taille de 9286 km². De cette superficie, 8 672,03 km2 a été reconnu comme réserve intégrale dans la Misty Fjords National Monument Wilderness. Il est administré par le service des forêts des États-Unis.

## Description
John Muir a comparé la région à la vallée de Yosemite pour une géologie et une morphologie glaciaire similaires .
En face de la rivière Salmon et du canal de Portland et de la colonie de Hyder, de petits glaciers occupent les hauteurs de la partie nord-est du monument. Les glaciers Soule et Through couvrent les hauts plateaux et les vallées des monts Lincoln et Seward, où l'un des sommets culmine à 1 900 m d'altitude. La plupart des sommets du monument se situent dans une plage d'altitude comprise entre 1 200 et 1 500 m. La limite des arbres (épinettes, cèdres, épicéas) est généralement d’environ 800 m.
La faune, abondante, comprend à la fois les grizzlis et les ours noirs, de nombreuses espèces de saumons, des baleines, des chèvres de montagne et des cerfs.

## Accès
En raison de l’éloignement de la région, la plupart des visiteurs arrivent par bateau ou par avion de Ketchikan ou de Juneau, en Alaska. Les voyageurs les plus aventureux choisissent un service d’affrètement d’une nuit ou passent des journées à explorer en kayak.

## Galerie

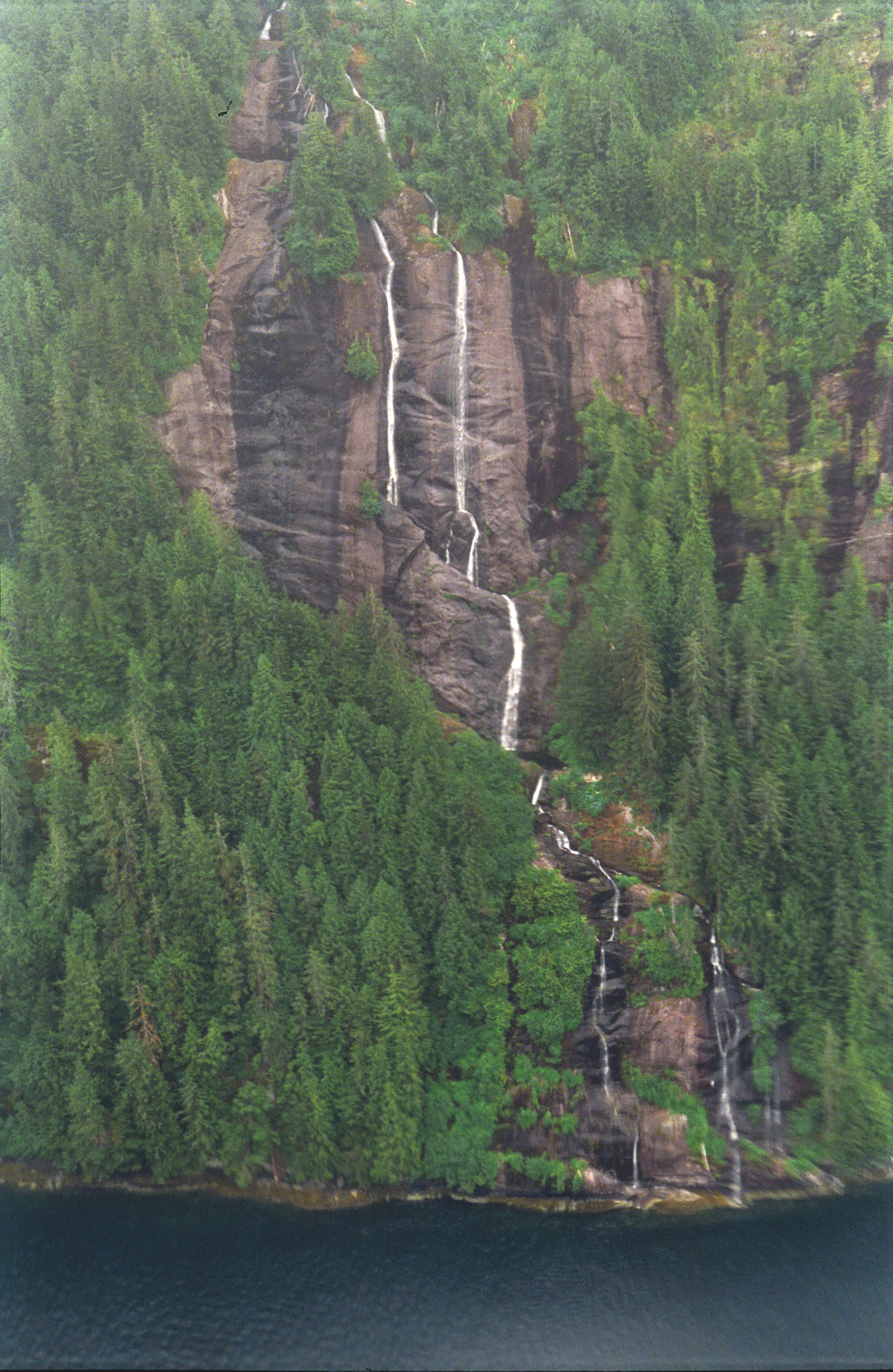
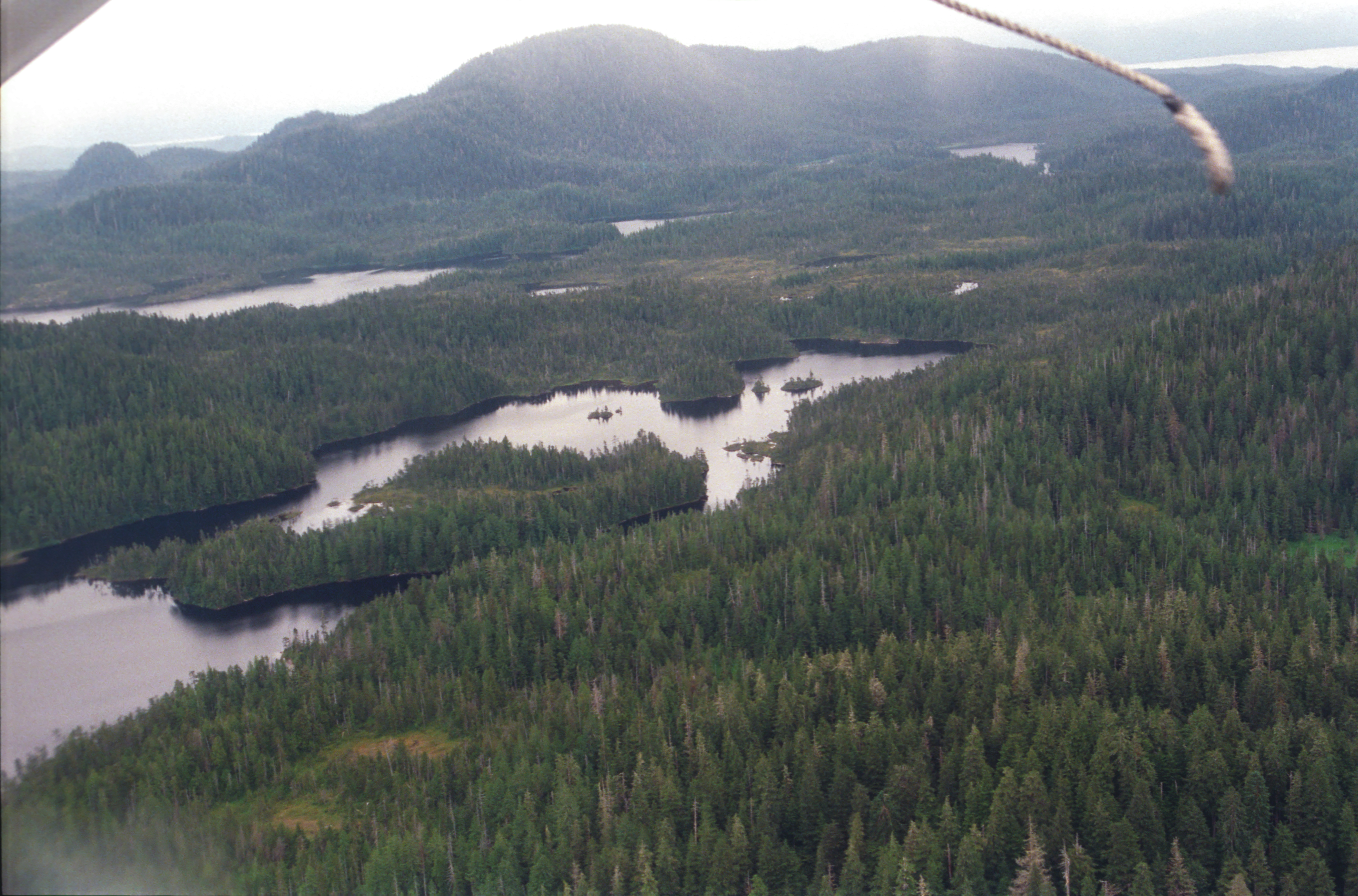
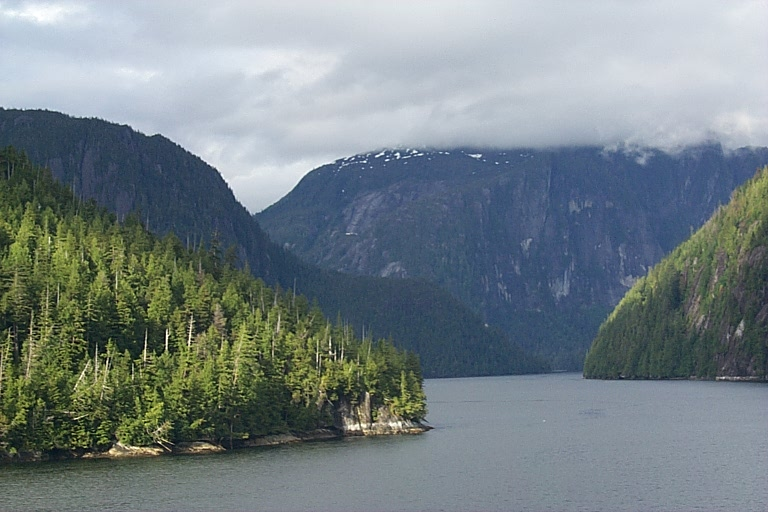
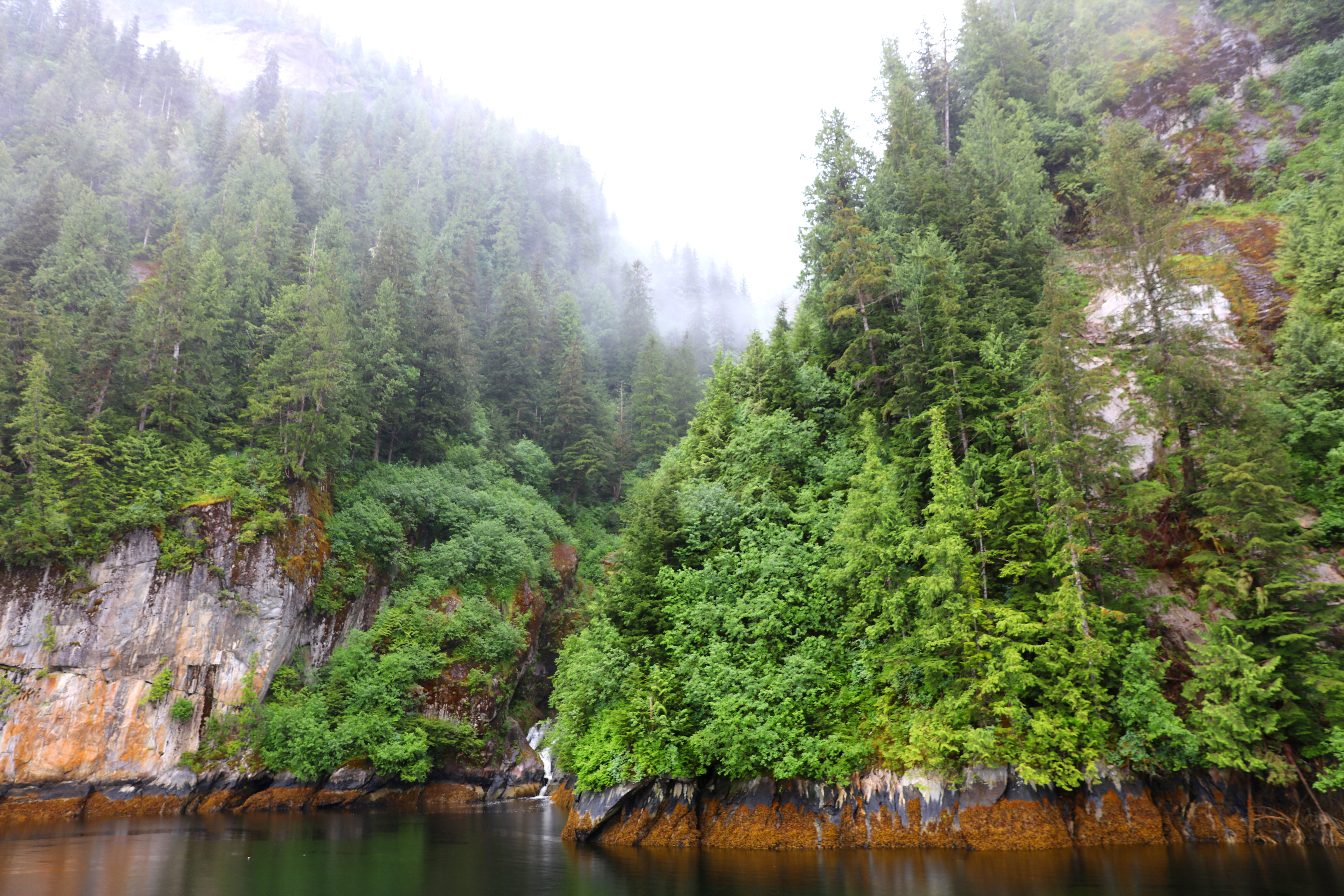
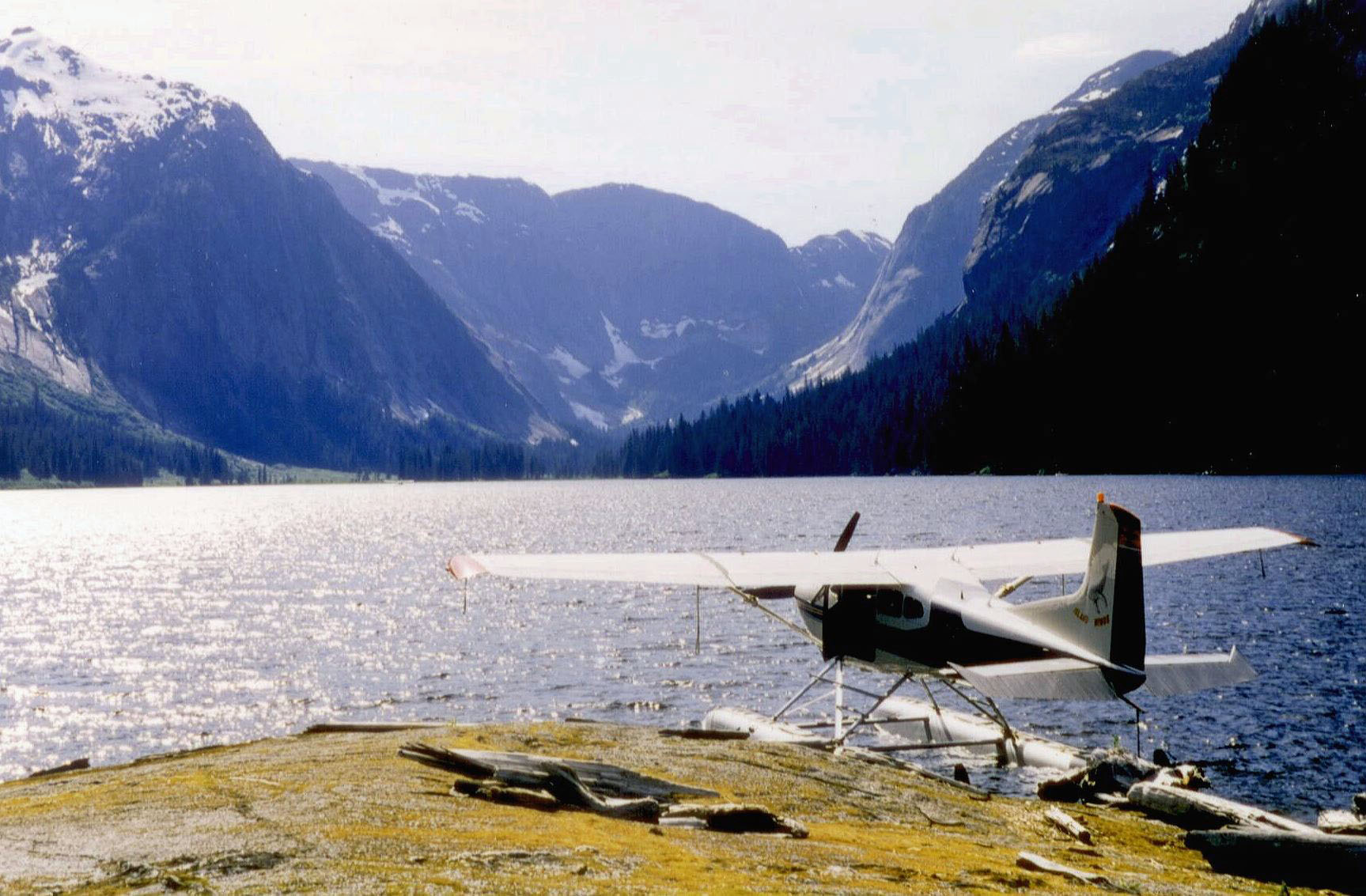